# Apple Pencil
Apple Pencil是一個由蘋果公司所設計與發售的觸控筆系列产品，只能在特定型號的iPad系列平板電腦使用，不支援iPhone、iPod Touch及其他廠牌的行動裝置。Apple Pencil 在2015年9月9日的秋季產品發表會上首次公開，並於2015年11月開始發售。

## 產品介紹
Apple Pencil以藍牙和iPad Pro連線。擁有壓力感測及角度偵測系統，可以偵測力道，例如：利用筆壓下更深或更淺的筆觸由使用者的力道決定。使用Apple Pencil更能在使用時減少延遲並順暢的繪畫。
iPad能夠同時使用Apple Pencil與手指，且可偵測避免手掌誤觸控，因此可像一般書寫或繪畫時，將手掌放置於螢幕上而無須懸空。

### 第一代
第一代Apple Pencil有一個可以拆卸的筆蓋。在筆蓋底下有一個Lightning連接器，可以連接Lightning裝置進行充電。

### 第二代
2018年10月30日，蘋果公司宣布推出第二代Apple Pencil搭配新一代iPad Pro。此代Apple Pencil使用磁吸在iPad機身上，以無線方式充電，不再內建Lightning連接器。

### USB-C
2023年10月17日，蘋果公司發布了一款新的入門級Apple Pencil型號，與使用USB-C連接器的iPad型號相容。外型與第二代Apple Pencil相近，長度與直徑略小於第二代，但由於定位為入門級產品，因此缺乏第二代Apple Pencil具有的壓力敏感度和點擊敏感區域，但仍支援在受支援的iPad型號上進行懸停檢測。它透過向上滑動蓋子隱藏的USB-C連接埠充電，不支援無線充電。

### Pro
2024年5月7日，苹果公司发布了Apple Pencil Pro。笔杆中配备了一传感器，可实现轻捏、侧旋、悬停和触觉反馈。Apple Pencil Pro 支持查找。

## 用途
Apple Pencil是設計用來讓藝術家完成創作，它讓在iPad Pro上面的電子繪畫變的可能。不過，多點觸控還是iPad Pro的主要輸入功能。 在2015年9月的蘋果發表會，蘋果公司演示了透過Apple Pencil來在Adobe Creative Suite裡的軟體裡作畫 以及在Microsoft Office裡的軟體加入文章註解。

## 支援
第一代 Apple Pencil 僅支援以下 iPad 機型，同時採用 Lightning 接口進行充電及配對：
- iPad Pro 12.9 吋（第一代及第二代）
- iPad Pro 9.7 吋
- iPad Pro 10.5 吋
- iPad（第六代、第七代、第八代、第九代、第十代）
- iPad Air（第三代）
- iPad mini（第五代）

第二代 Apple Pencil 僅支援以下 iPad 機型，同時採用吸附式無線方式進行充電及配對：
- iPad Pro 12.9 吋（第三代、第四代、第五代、第六代）
- iPad Pro 11 吋（第一代、第二代、第三代、第四代）
- iPad Air（第四代、第五代）
- iPad mini（第六代）

USB-C Apple Pencil 僅支援以下 iPad 機型，採用USB-C連接埠進行充電及配對：
- iPad Pro 12.9 吋（第三代、第四代、第五代、第六代）
- iPad Pro 11 吋（第一代、第二代、第三代、第四代）
- 13 吋 iPad Pro (M4)
- 11 吋 iPad Pro (M4)
- iPad（第十代）
- iPad Air（第四代、第五代）
- 13 吋 iPad Air (M2)
- 11 吋 iPad Air (M2)
- iPad mini（第六代）

Apple Pencil Pro 僅支援以下 iPad 機型，同時採用吸附式無線方式進行充電及配對：
- 13 吋 iPad Pro (M4)
- 11 吋 iPad Pro (M4)
- 13 吋 iPad Air (M2)
- 11 吋 iPad Air (M2)
- iPad mini (A17 Pro)

## 圖片

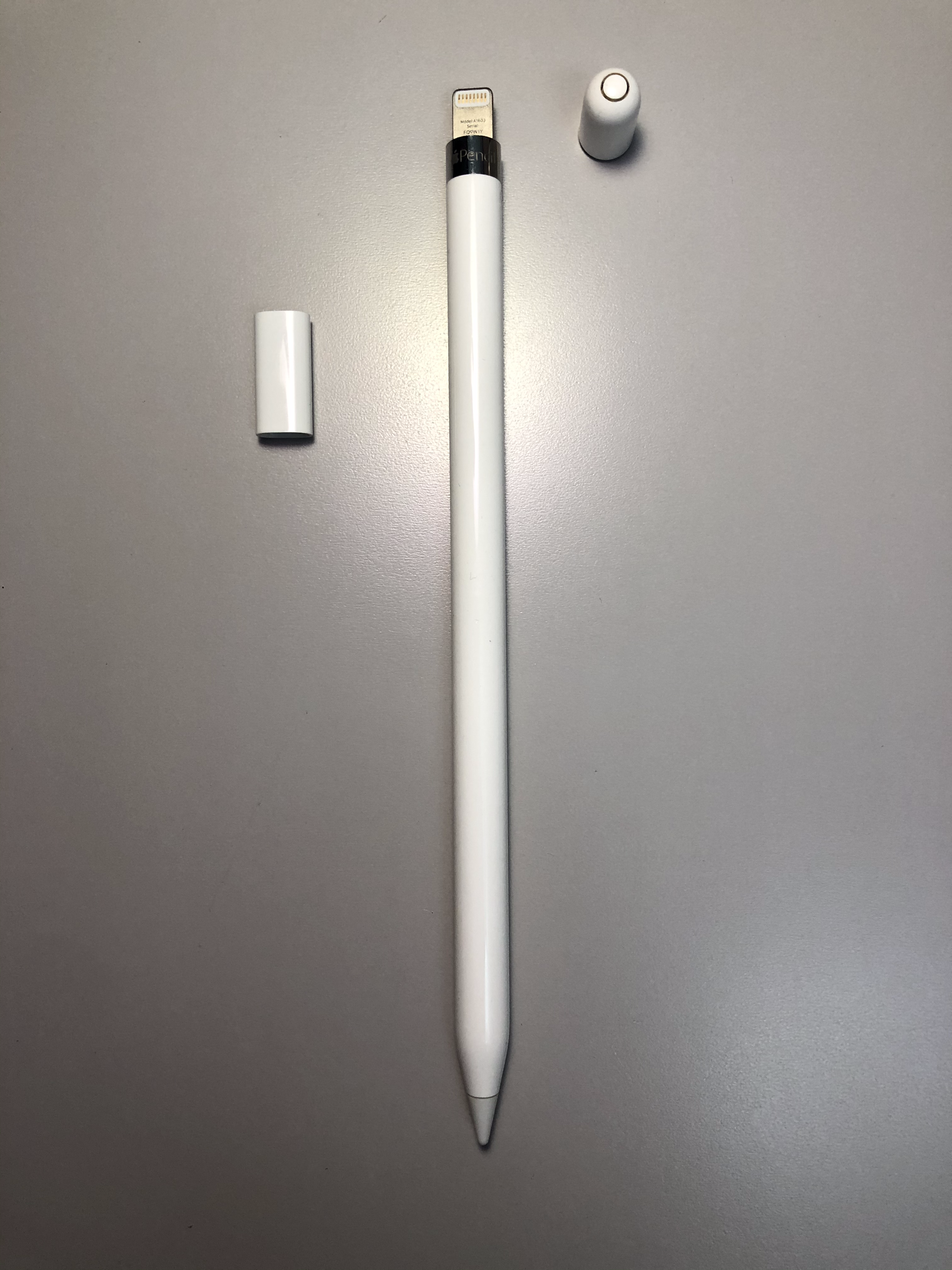
打開筆蓋露出Lightning連接器的第一代Apple Pencil
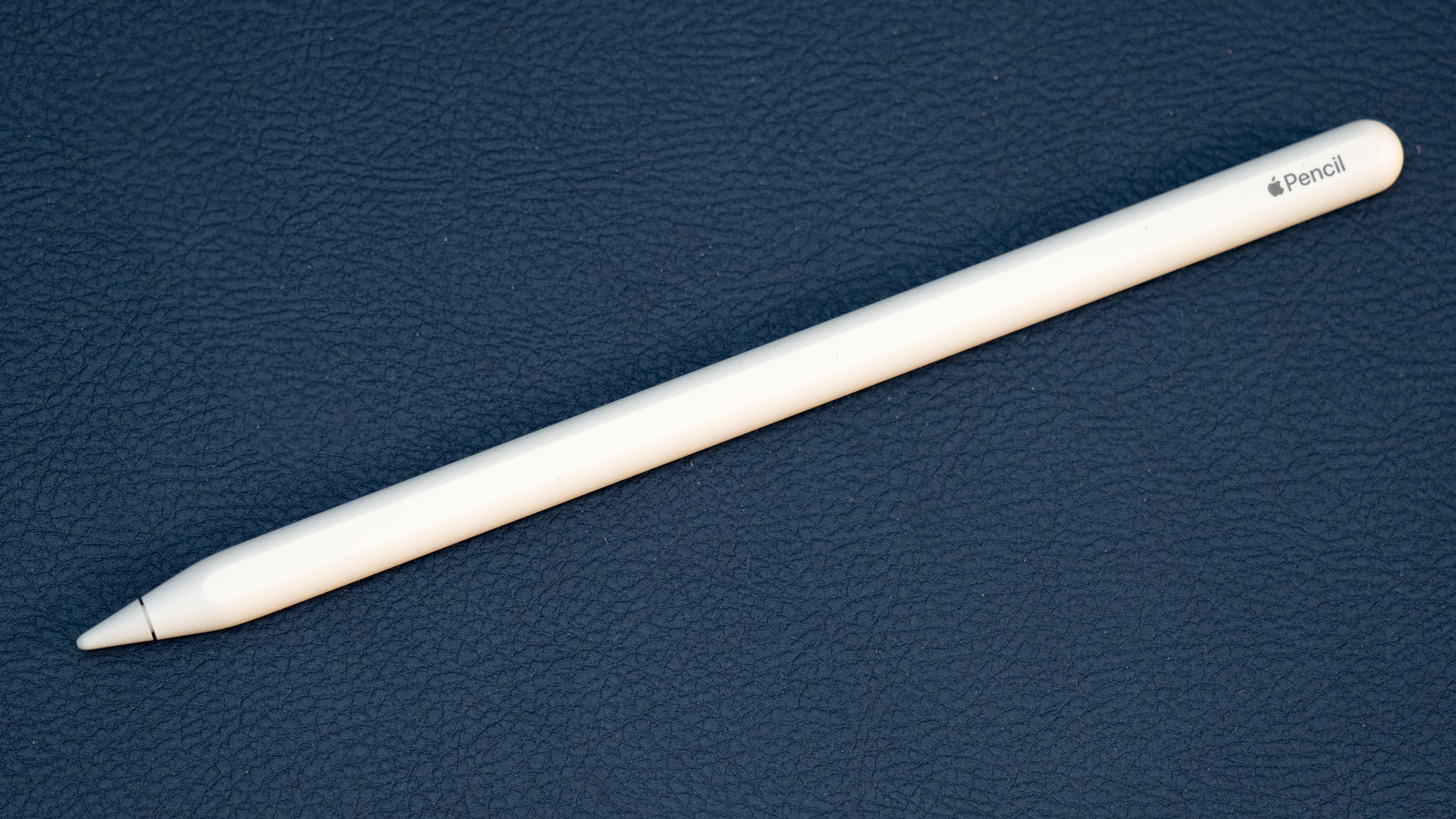
第二代Apple Pencil

## 外部連結
- Apple Pencil （官網）